# Шелковая (Старожиловский район)
Шелковая — деревня в Старожиловском районе Рязанской области. Входит в Столпянское сельское поселение

## География
Находится в западной части Рязанской области на расстоянии приблизительно 19 км на восток по прямой от районного центра поселка Старожилово на левобережье реки Проня.

## История
Деревня была отмечена еще на карте 1840 года. В 1859 году здесь (тогда деревня Пронского уезда Рязанской губернии) был учтен 51 двор, в 1897 году — 102.

## Население
Численность населения: 463 человека (1859 год), 722 (1897), 136 человек в 2002 году (русские 86 %), 133 в 2010.